# William Radcliffe

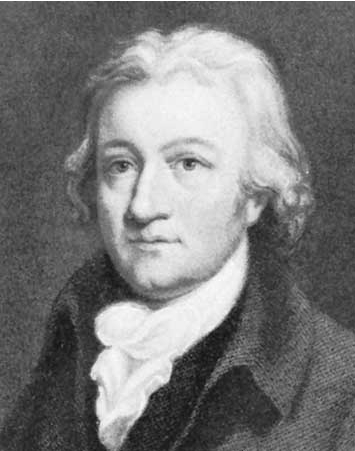
William Radcliffe

William Radcliffe, född 1760, död 1841, var engelsk textilarbetare som uppfann en metod och en maskin för klistring av varpen före istället för under vävningen, en för mekanisk vävning avgörande uppfinning.